# Hrabstwo Mora
Hrabstwo Mora (ang. Mora County) – hrabstwo w stanie Nowy Meksyk w Stanach Zjednoczonych.

## Wioski
- Wagon Mound

## CDP
- Mora
- Watrous